# 東奧泰米薩 (加利福尼亞州)
東奧泰米薩（英語：East Otay Mesa）是位於美國加利福尼亞州聖地牙哥縣的一個非建制地區。該地的面積和人口皆未知。

## 地理
東奧泰米薩的座標為32°50′03″N 116°57′12″W / 32.83417°N 116.95333°W，而該地的平均海拔高度為1067米（即3500英尺）。